# Stortjärnen (Östmarks socken, Värmland)
Stortjärnen är en sjö i Torsby kommun i Värmland och ingår i Göta älvs huvudavrinningsområde. Sjön är 10,7 meter djup, har en yta på 0,115 kvadratkilometer och befinner sig 337 meter över havet.

## Delavrinningsområde
Stortjärnen ingår i det delavrinningsområde (667997-132618) som SMHI kallar för Mynnar i Rottnans vattendragsyta. Medelhöjden är 350 meter över havet och ytan är 35,28 kvadratkilometer. Det finns inga avrinningsområden uppströms utan avrinningsområdet är högsta punkten. Ulvån som avvattnar avrinningsområdet har biflödesordning 4, vilket innebär att vattnet flödar genom totalt 4 vattendrag innan det når havet efter 376 kilometer. Avrinningsområdet består mestadels av skog (80 procent). Avrinningsområdet har 1,16 kvadratkilometer vattenytor vilket ger det en sjöprocent på 3,3 procent.